# Ryō Noda
Pour l’article homonyme, voir Noda (homonymie).
Ryō Noda (野田 燎, Noda Ryō) est un saxophoniste et compositeur japonais de musique contemporaine, né le 17 octobre 1948 à Amagasaki.

## Biographie
Il étudie le saxophone au conservatoire d'Osaka, et part ensuite se perfectionner aux États-Unis avec Fred L. Hemke à la Northwestern University. Il vient ensuite en France au Conservatoire de Bordeaux, où il a pour professeur Jean-Marie Londeix.
Ryō Noda est reconnu plutôt pour ses œuvres de musique contemporaine très orientalistes.

## Œuvres
- Improvisations I, (1972) II (1973) et III (1974) pour saxophone alto seul (dédiées à Jean-Marie Londeix), publié chez Alphonse Leduc
- Maï (1975), pour saxophone alto seul (dédiée à sa femme),
- Murasaki No Fuchi, pour deux saxophones de même tonalité ou shakuhachi et saxophone.
- Phoenix (Fushicho), 1983, pour saxophone seul, (dédiée à sa mère), publié chez Alphonse Leduc
- Fantaisie et danse, pour saxophone seul, publié chez Alphonse Leduc

## Prix
- Prix du festival d'art de la ville d'Osaka
- Trophée d'or de la préfecture d'Osaka, 1986
- Prix de composition SACEM, 1973